# Georges Favre-Jacot
Georges Favre-Jacot (nacido como Georges-Emile Favre-Bulle; Le Locle, 12 de diciembre de 1843 - ibídem, 19 de mayo de 1917) fue un relojero, empresario e industrial suizo, fundador del negocio que se convertiría en la manufactura de relojes Zenith. Es conocido por haber reunido todas las profesiones relojeras bajo un mismo techo, renunciando al fraccionamiento de las actividades de producción vigente por entonces. Generalizó la intercambiabilidad de piezas, lo que permitió racionalizar la producción. También aplicó técnicas modernas para su época en términos de comercialización de sus productos, realizando entregas rápidamente en todo el mundo. Sus actividades no se limitaron a la relojería. También fue propietario de una cantera y de una fábrica de ladrillos de cemento, además de un hotel. Siguió los movimientos artísticos y arquitectónicos de su tiempo, particularmente en el diseño de sus productos. A su muerte, era uno de los mayores terratenientes del cantón de Neuchâtel.

## Semblanza

### Genealogía
George-Emile Favre-Bulle era hijo de Jules-Louis Favre-Bulle, nacido en 1816, y de Albertine Matthey de l'Endroit (localidad que actualmente se llama Ponts-de-Martel). La pareja, casada en La Chaux-du-Milieu en 1839, también dio a luz a otro niño en 1848, Jämes-Emile, que sería el marido de Ida Fallet y el padre de Jämes-Albert Favre-Bulle. En la familia paterna ya había un renombrado relojero, el tío abuelo de Georges, Frédéric-Louis Favre-Bulle (hermano del abuelo David-Louis), nacido en Ponts-de-Martel en 1770 y fallecido en Le Locle en 1849. Fabricante de cronómetros marinos y ex aprendiz en "Courvoisier y Houriet", formó a su vez al célebre Sylvain Jean-Mairet y a un descendiente de Daniel Jeanrichard, Louis JeanRichard-dit-Bressel. Frédéric-Louis fue un maestro relojero conocido por sus instrumentos de precisión y cronómetros marinos. Jules-Louis, el padre de Georges, también era relojero. Aunque su historia sigue siendo casi desconocida hoy en día, todavía existe un reloj de repetición que lleva su nombre en la esfera. En consecuencia, Georges Favre-Jacot formaba parte de un ilustre linaje de relojeros.

### Formación y primeros pasos como empresario
Abandonando la escuela a la edad de nueve años para aprender un oficio, el joven Georges-Emile comenzó inmediatamente su aprendizaje trabajando en el montaje de mecanismos de escape. Pero el chico ya mostraba carácter e independencia, y a los 13 años, tras una discusión con su jefe, se dice que se instaló por su cuenta, y que a los 18 ya formaba aprendices. El 2 de enero de 1863, a los veinte años de edad, se casó con una relojera hija de relojeros, Louise-Philippine Jacot-Descombes, y fue entonces cuando cambió su nombre por el de Georges Favre-Jacot. La dote de Luisa, aunque modesta, le permitió fundar su propio taller de fabricación ébauches en 1865. La pareja tuvo tres hijos. En 1904 se celebró el matrimonio entre su hija Fernande-Amélie y Jämes-Albert Favre-Bulle, hijo de su hermano, que ya trabajaba con él desde 1896.

### Jubilación
El  1 de noviembre de 1911   Georges Favre-Jacot, después de más de cuarenta años al frente de su empresa, se vio obligado a jubilarse. pero se dedicó a otros proyectos, como la construcción de una villa que dominaba el emplazamiento de su empresa, o la equitación que, a pesar de su avanzada edad, no quería abandonar. Precisamente durante uno de sus paseos contrajo una neumonía que le quitaría la vida poco después,  19 de mayo de 1917  Es reconocido por la profesión como un pionero innovador de la relojería suiza.

## De la fábrica Georges Favre-Jacot a lasFabriques des Montres Zenith S.A.
La vida de Georges Favre-Jacot es inseparable de los primeros años de la empresa que tomó el nombre de Zenith en 1911.

### Primeros años de la fábrica de Billodes
El primer taller, destinado a la fabricación de piezas en bruto, se creó al oeste de Le Locle, en la rue des Billodes y a menudo se lo denomina "Fabrique des Billodes". En pocas décadas, el pequeño taller se transformó en un gran complejo fabril, formado por varios edificios, y dedicado a una producción basada, rompiendo con la costumbre de la época, en la intercambiabilidad de piezas y en el abaratamiento de los costes de producción. De hecho, Georges Favre-Jacot percibió los cambios que se estaban produciendo en la industria relojera, especialmente en los Estados Unidos, donde se habían construido fábricas totalmente integradas. En particular, leyó el informe de Jacques David durante su visita a la Exposición Universal de Filadelfia de 1876. Poco a poco fue anexando edificios alrededor de su primer taller, y deseaba construir una fábrica que correspondiera a sus ideas. Sin embargo, tuvo que esperar hasta 1881 para ver surgir el primer nuevo edificio, preludio de un complejo industrial que contaría con más de 20 edificaciones. Su negocio creció rápidamente, hasta tal punto que ocupó a una décima parte de la población de Le Locle. De este modo, demostró que era posible producir todas las piezas necesarias para fabricar un reloj bajo el mismo techo y creó así una de las primeras fábricas de relojes industrializadas de la región. No solo fabricó relojes movimientos y relojes de péndulo, sino que también se dedicó a la producción de esferas, piezas esmaltadas y pintadas, cajas de relojes e incluso las herramientas utilizadas para fabricar las piezas.

### Fin de la independencia

#### Inicios de la sociedad limitada por accionesGeorges Favre-Jacot & Cie: 1896-1904
Georges Favre-Jacot, a pesar de los beneficios obtenidos, necesitaba más dinero para seguir garantizando el crecimiento de su empresa. Hasta 1892 colaboró con el Banque du Locle y luego transfirió su negocio al Banque Cantonale Neuchâteloise, ya que el primero ya no podía concederle créditos suficientes. El 16 de julio de 1896 transformó su fábrica de relojes en una sociedad comanditaria por acciones, que tomó el nombre de Georges Favre-Jacot et Cie. Georges Favre-Jacot era el administrador, con responsabilidad ilimitada, y tenía la firma corporativa única. En aquella época su organización industrial era considerada perfecta, al igual que su gestión de personal: los trabajadores la consideraban severa pero justa. Sin embargo, la nueva estructura de la empresa le obligó a pasar cuentas a un consejo de administración compuesto por cinco miembros y, a pesar del aparente consenso inicial, las relaciones con sus financiadores se irían tensando poco a poco. Georges Favre-Jacot, que dirigió su negocio en solitario durante 30 años, tuvo dificultades para aceptar estas nuevas limitaciones, y a menudo no solicitaba la autorización del consejo antes de emprender obras de ampliación. Además, el consejo no siempre se reunió periódicamente y las decisiones urgentes eran aplazadas, lo que probablemente llevó a Georges Favre-Jacot a prescindir de su aprobación.
En 1898 creó el calibre Zenith, que rápidamente se convirtió en un gran éxito. Pero el consejo le exigía que produjera y vendiese, pero no le daba los medios necesarios para hacerlo. Así, el consejo rechazó las inversiones propuestas, e insistió en que las nuevas instalaciones necesarias para la producción del novedoso calibre debián financiarse con la venta de las existencias antiguas, es decir, de los calibres anteriores al Zenith. Durante casi diez años, Georges Favre-Jacot luchó por poder vender sus productos a precios bajos y en grandes cantidades para seguir siendo competitivo, desarrollando los medios de producción y reformando el sistema comercial. Pero cada vez tuvo más conflictos con el consejo de supervisión, que se ocupaba principalmente del aspecto financiero de la empresa. También solía tener conflictos en materia de política de personal, porque prefería mantener a sus trabajadores incluso durante las caídas de actividad, antes que verlos contratados por la competencia.
El período 1896-1904 fue un período de crecimiento moderado. Georges Favre-Jacot, obstaculizado por el consejo de vigilancia, no pudo construir nuevos edificios ni mejorar las herramientas tanto como le hubiese gustado. Asimismo, se le pidió que conquistase los mercados no con productos nuevos, sino con la venta de existencias antiguas. Estos problemas, inicialmente latentes, provocaron tensiones crecientes, y finalmente desembocaron en la exclusión del fundador de la empresa.

#### Hacia la disolución de la sociedad en comandita y el final de la carrera de Georges Favre-Jacot: 1904-1911
Georges Favre-Jacot & Cie se topó con muchas dificultades durante este período: problemas de marketing a causa de la guerra ruso-japonesa, la crisis económica de 1908-1909 y las dificultades planteadas por los nacientes movimientos obreros. Además, las tensiones internas dentro de la empresa aceleraron el final de la sociedad comanditaria.
En 1904, el consejo nombró a Jämes Favre, su sobrino y yerno, segundo director de la empresa. Ya trabajaba como responsable del sector comercial y el consejo de supervisión estaba satisfecho con su trabajo. Jämes Favre se casó el 1 de agosto de 1904 con la hija de Georges Favre-Jacot, a pesar de la oposición de este último. Al convertirse el yerno en igual profesional de su suegro, las relaciones entre los dos hombres se volvieron tensas y fueron una de las razones de la disolución de la sociedad en comandita. Sin embargo, el negocio floreció a partir de 1905, y los nuevos edificios se construyeron y entraron en funcionamiento en 1906.
Surgieron numerosos conflictos entre Georges Favre-Jacot y el consejo de supervisión en relación con el volumen de obras excedentes, sobre todo porque en ocasiones el director no solicitaba autorización de construcción ni presentaba planes técnicos y financieros. Además, la estructura de la sociedad en comandita y el método de gestión del consejo de supervisión implicaban que las acciones poseídas directamente por Georges Favre-Jacot no estaban remuneradas, para permitir su amortización, mientras que se pagaba un dividendo al resto de los accionistas. La empresa también se enfrentó a dificultades en determinados mercados, especialmente en Rusia, lo que provocó un período de sobreproducción y el desempleo parcial de los trabajadores. A pesar de todo, Georges Favre-Jacot fue uno de los pocos empresarios que concedieron aumentos salariales a sus trabajadores, protegiendo así a la empresa de conflictos que otras compañías no evitaron. Los períodos de desaceleración se alternaron con épocas en las que la producción no era suficiente para satisfacer la demanda, lo que provocó tensiones constantes entre un directivo que deseaba desarrollar su negocio y un consejo de supervisión que prefería la cautela.
En 1911, salieron a la luz conflictos entre Georges Favre-Jacot y el consejo de vigilancia, especialmente en relación con los edificios, así como entre el fundador y su yerno. La asamblea general de accionistas votó el 30 de octubre de 1911 a favor de la disolución de la sociedad en comandita. Georges Favre-Jacot no estaba presente, pero sí su abogado. La nueva sociedad limitada tomó el nombre de Fabriques des montres Zenith S.A. succ. de Georges Favre-Jacot & Cie, de manera que el nombre del fundador se hizo a un lado en favor de su producto estrella. Jämes Favre fue nombrado director y Georges Favre-Jacot abandonó la empresa contra su voluntad. Se le acusó de malversación de fondos y se le consideró responsable de supuestos defectos en los edificios. Sin embargo, análisis y trabajos posteriores demostrarían que estas acusaciones eran infundadas. La sede de Zenith, construida en una colina a medida que fueron surgiendo nuevas necesidades, sigue siendo un ejemplo excepcional de arquitectura industrial relojera, y desde 2009 forma parte del área declarada Patrimonio de la Humanidad por la UNESCO para el urbanismo relojero
Así, tras su jubilación forzosa, Georges Favre-Jacot dejó una factoría industrial completa, una fábrica que agrupaba todas las actividades, desde la fundición del metal hasta la fabricación de esferas esmaltadas, pasando por las cajas y cada uno de los engranajes del mecanismo. También era una empresa de éxito, cuyos productos respondían a los deseos y necesidades de clientes variados, hombres y mujeres, en todos los mercados, pero también a los de la aviación y los ejércitos emergentes.

### Productos y mercados

#### Desarrollo internacional

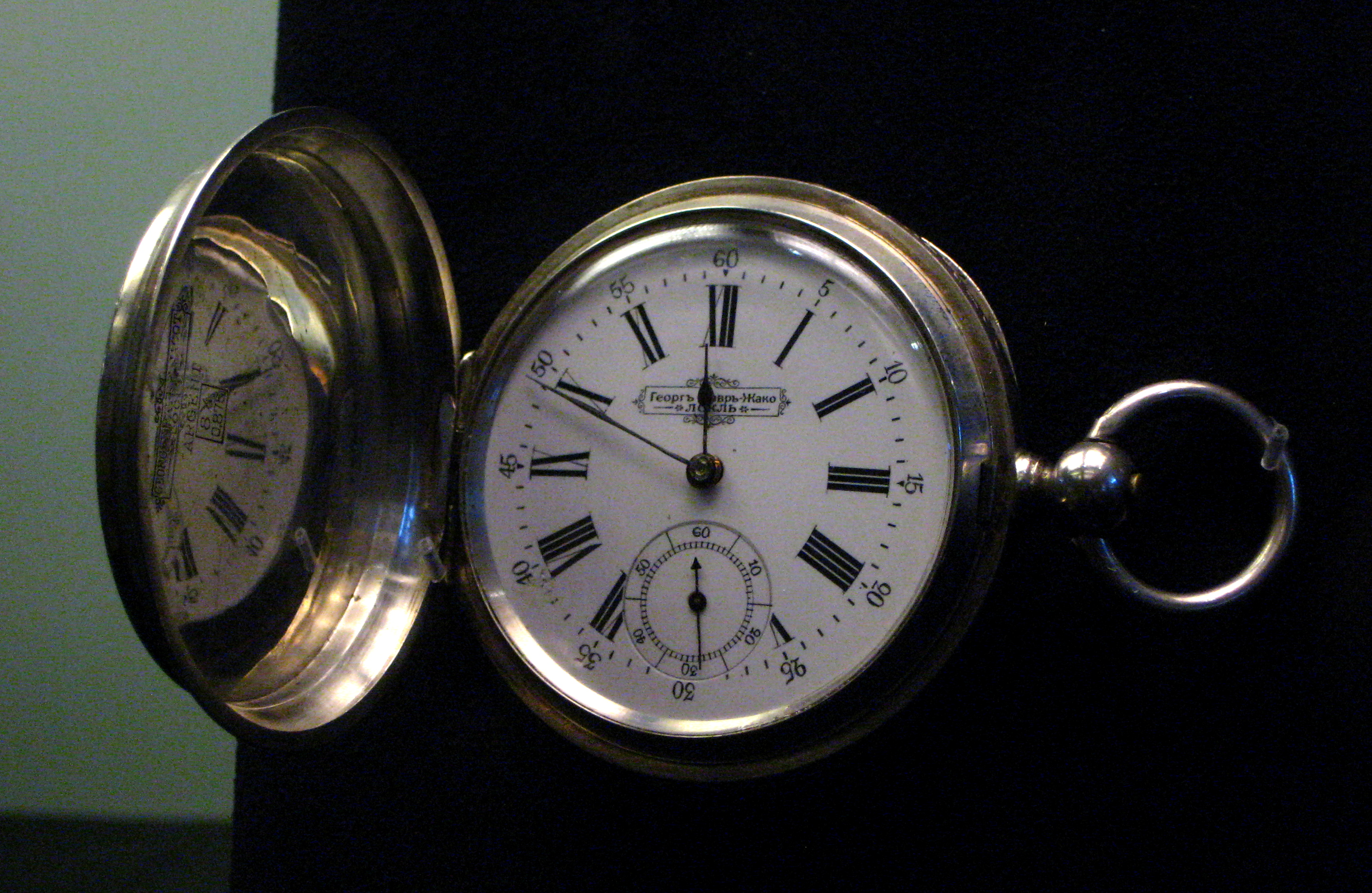
Un reloj de Georges Favre-Jacot (inscrito en la esfera en cirílico) para el mercado ruso, alrededor de 1880

Georges Favre-Jacot, pionero en métodos de fabricación que reúnen todas las actividades bajo un mismo techo y en la intercambiabilidad de piezas, también innovó en los ámbitos que hoy se conocen como mercadotecnia y comunicación. De hecho, los relojes fabricados en Billodes se distribuyeron internacionalmente desde muy pronto, con marcas registradas específicamente para Turquía y Rusia, en particular desde la década de 1880.  Cooperó para el mercado ruso con Heinrich Moser, establecido allí desde 1829. La expansión internacional continuaría hasta el final de siglo XIX y el comienzo de siglo XX  en Europa, así como en Asia y América. En 1898, se contrató a un representante en París para cubrir Francia, Bélgica, Argelia, así como todas las dependencias de Francia al extranjero. Jämes Favre, sobrino de Georges Favre-Jacot, trabajaba desde 1896 como director del sector comercial. De acuerdo con su tío, realizó numerosos viajes a mercados abiertos, como Rusia, Inglaterra, Manchuria, China, Japón, Hong Kong, Shanghái, Java o Batavia. También se estableció una colaboración con Favre-Leuba S.A., bien establecida en los territorios que se han convertido en la India, Pakistán y Birmania. También se organizaron agencias en América del Sur, y finalmente Jämes Favre viajaría a los Estados Unidos de América para visitar fábricas de relojes y preparar la venta del movimiento Zenith.

#### Los llamativos modelos iniciados por Georges Favre-Jacot y colaboraciones artísticas
La empresa, que todavía se llama Georges Favre-Jacot & Cie, comenzó a tener una política de marca, y utilizó cada vez más el nombre Zenith, el nombre del calibre presentado en 1898. Cuenta la leyenda que a Georges Favre-Jacot se le ocurrió la idea de este nombre mientras observaba las constelaciones en el cielo estrellado. Registró la marca el 12 de marzo de 1897.
Georges Favre-Jacot buscaba ofrecer relojes vinculados a los movimientos artísticos y culturales de su época, siendo el único relojero que colaboró con Alfons Mucha para ofrecer en la Exposición Universal de París de 1900 una colección exclusiva de cuatro relojes de bolsillo con nuevos motivos de las cuatro estaciones de Mucha. Con motivo de la exposición, la empresa también presentó numerosos modelos temáticos, incluido un reloj llamado "Campo dei Fiori" en honor a una medalla encontrada en 1899 en Roma, y que se cree que contiene una representación de Jesucristo. Por último, Georges Favre-Jacot también ofreció modelos destinados más específicamente a sus clientes franceses, uno con un la imagen de un "gallo" (símbolo nacional de Francia) y el otro con un "gato negro" (en referencia al cabaré de Montmartre del mismo nombre). El Gran Premio ganado por el reloj que representaba el gallo, acompañado de las medallas obtenidas en otras exposiciones, aparecería representado en decenas de miles de relojes de bolsillo hasta los años 1970.
Zenith lanzó al mercado muchos otros modelos de relojes de bolsillo de estilo Art Nouveau durante más de 20 años. Georges Favre-Jacot, como ya había hecho con Mucha, también colaborará personalmente con René Lalique en la creación de un reloj de bolsillo con caja de baquelita translúcida que evocaba al vidrio esmerilado. Más adelante, Zenith también tendría relación con el movimiento del Art Déco. Georges Favre-Jacot fue también uno de los miembros fundadores del Werkbund en la Suiza francófona junto con Alphonse Laverrière. Este movimiento tenía como objetivo conciliar industria, modernidad y estética, desarrollar las artes aplicadas y reformar la estética de los productos industriales. Partiendo de Alemania, el movimiento se extendió a Austria y a Suiza (primero a Zúrich y luego a la Suiza francesa). Georges Favre-Jacot y, sobre todo, Jämes Favre, desarrollaron con Alphonse Laverrière una fructífera colaboración que abarcará tanto los productos como los embalajes y las boutiques, situando así a Zenith como pionera en el movimiento de reforma de las artes decorativas iniciado por artistas y empresarios agrupados en el Werkbund

#### Participación en competiciones de cronometraje
Desde el inicio de la siglo XX, Georges Favre-Jacot se centró en la precisión y presentó sus movimientos a los concursos cronométricos organizados por el Observatorio de Neuchâtel. Los buenos resultados llegaron muy rápidamente, y confirmaron a Georges Favre-Jacot del acierto de su apuesta por favorecer la mejora técnica para garantizar la expansión comercial. Zenith participó con éxito en las competiciones hasta su final en 1967, y obtuvo varios récords absolutos. El argumento de la precisión y los premios obtenidos en el Observatorio estaría presente durante todo el período en los anuncios de la marca, tal y como quería su fundador.

## Actividades fuera de la relojería

### Constructor
Relojero y empresario, Georges Favre-Jacot también descubrió tempranamente su vocación de constructor e inversor. Patrón preocupado por el buen mantenimiento de las relaciones sociales, construirá casas de alquiler en los barrios de Eroges y Molière para alojar a sus trabajadores. Convertido en uno de los mayores terratenientes del cantón de Neuchâtel, no se limitó a ampliar y transformar la fábrica de Billodes. Poseía una cantera, un molino de arena y una fábrica de ladrillos en Col-des-Roches, donde también construyó un hotel, al igual que en Grand-Sommartel. También invirtió en una imprenta que producía folletos publicitarios para la marca.
Georges Favre-Jacot, demostrando una vez más su capacidad para descubrir talentos y su sensibilidad hacia las corrientes artísticas de su tiempo, dedicó parte de su jubilación a la construcción de su villa en colaboración con un joven y prometedor arquitecto, Charles-Edouard Jeanneret-Gris, que se convertiría en Le Corbusier. El proyecto se desarrolló en 8 días, la construcción comenzó 12 días después del primer encuentro entre el arquitecto y Georges Favre-Jacot, que se mudó en 1913 a esta mansión que domina el emplazamiento de la fábrica que él mismo creó.

### Amante de los caballos
La otra gran pasión de Georges Favre-Jacot, además de la relojería, eran los caballos. Propietario de su propia cuadra, participó con sus animales en concursos y carreras organizados por sociedades agrícolas e hípicas de la Suiza francófona. Incluso organizó, en su propia escuela de equitación “Eroges”, una feria de potros y caballos en Le Locle, en 1901. En Le Locle era conocido por sus viajes a bordo de un pequeño coche de caballos tílburi, y causó consternación su muerte tras un último paseo a caballo.